# Hoher Ifen
Hoher Ifen är ett berg i Österrike.   Det ligger i distriktet Bregenz och förbundslandet Vorarlberg, i den västra delen av landet, 500 km väster om huvudstaden Wien. Toppen på Hoher Ifen är 2 230 meter över havet, eller 843 meter över den omgivande terrängen. Bredden vid basen är 14,0 km.
Terrängen runt Hoher Ifen är bergig söderut, men norrut är den kuperad. Närmaste större samhälle är Mittelberg, 5,4 km sydost om Hoher Ifen. 
Trakten runt Hoher Ifen består i huvudsak av gräsmarker. Runt Hoher Ifen är det ganska tätbefolkat, med 139 invånare per kvadratkilometer.